# Far Ultraviolet Spectroscopy Explorer
Far Ultraviolet Spectroscopic Explorer neboli FUSE byl vesmírný teleskop provozovaný Univerzitou Johna Hopkinse ve spolupráci s agenturou NASA. Byl určen ke snímkování v oblasti vzdáleného ultrafialového záření (90,5-119,5 nm), kterou nelze sledovat ze Země kvůli absorpci UV záření atmosférou. Hlavním úkolem družice je studium chemického složení (především koncentrace deuteria) a jeho historického vývoje u blízkých i velmi vzdálených vesmírných objektů, zejména mezihvězdných plynných oblaků, horkých hvězd, pozůstatků supernov, aktivních jader galaxií, kvazarů i objektů ve sluneční soustavě. Start se konal 24. června 1999 na mysu Canaveral. Teleskop byl umístěn na kruhové dráze ve výšce přibližně 760 km a se sklonem 25°. Původně měla mise trvat tři roky, ale teleskop nakonec vydržel osm let a to i přes problémy se stabilizačním systémem. Ukončení provozu bylo oznámeno v září 2007.

## Popis

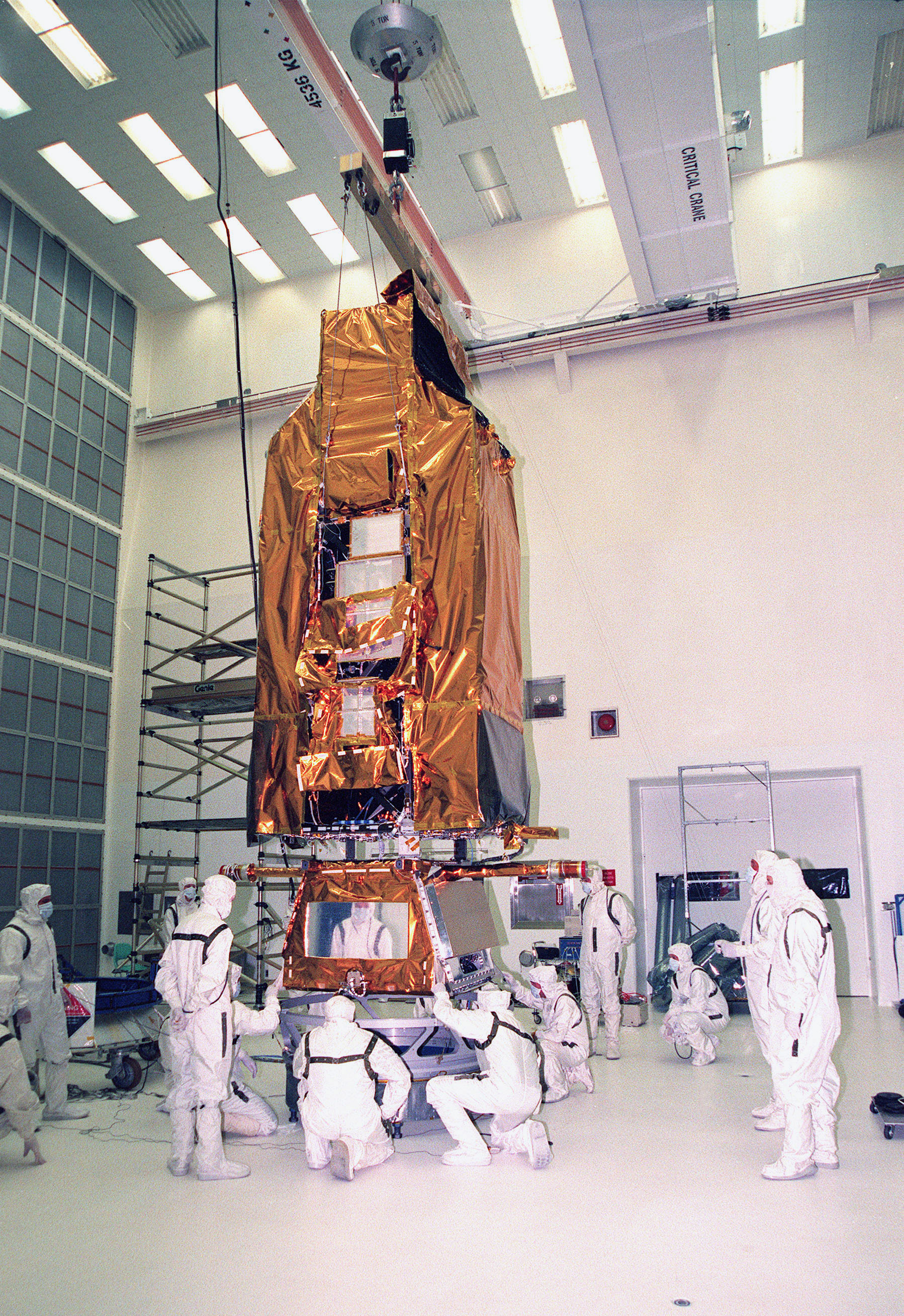
Příprava FUSE před startem.

FUSE je tříose stabilizovaná družice tvaru dvou spojených čtyřbokých hranolů o celkové délce na dráze přibližně 7,6 m je vybavena dvěma panely slunečních baterií dodávajícími 520 W elektrické energie. Jediným vědeckým přístrojem je vysokorozlišující mřížkový spektrometr, který tvoří:
- dalekohled typu Wolter-Schwartzchild II (vstupní apertura 0,8 m) se čtyřmi zrcadly (rozměry 390×350 mm, ohnisková délka 2,245 m)
- mřížkový spektrometr Rowlandova typu (spektrální rozlišení λ/Δλ=24 000 až 30 000, tj. 0,005 nm)
- dva soubory detektorů PCA (Photon Counting Array):
  - 2 detektory za zrcadly potaženými SiC (rozsah 90,5-110,0 nm)
  - 2 detektory za zrcadly potaženými LiF (rozsah 100,0-119,5 nm)
- pointační elektronická kamera FES (Fine Error Sensor)

Teleskop postavila a provozovala Johns Hopkins University pro NASA Headquarters v rámci programu "Origins". Na vývoji a stavbě družice se podílely též University of California, University of Colorado, Kanadská kosmická agentura (CSA) a Centre National d'Etudes Spatiales (CNES). Služební část zhotovila firma Orbital Sciences Corporation.

## Mise

### Fáze
Teleskop byl dopraven na oběžnou dráhu pomocí rakety Delta II 24. června 1999. První tři a půl roku činnosti byly označeny jako primární mise. Během této fáze byl pozorovací čas teleskopu rozdělen mezi vědecký tým FUSE a vědecké týmy organizací, které byly vybrány agenturou NASA k účasti na projektu.
1. dubna 2003 přešel projekt do fáze prodloužené mise, která trvala až do ukončení v polovině roku 2007. Během prodloužené mise byl program plně financován NASA a teleskop byl přístupný široké astronomické komunitě. V rámci snížení provozních nákladů bylo rozhodnuto omezit obsluhu pozemního řídícího střediska. V primární fázi byla obsluha v řídícím středisku přítomna 24 hodin denně, ale během prodloužené mise to bylo jen 16 hodin denně a jen v pracovní dny. Mnoho procedur tak muselo být automatizováno. Během aktivního života bylo odvysíláno přes 65 milionů sekund vědeckých dat, přičemž 29 milionů připadalo na primární misi.

### Řízení
Příkazy byly teleskopu předávány prostřednictvím hlavní pozemní antény nacházející se v University of Puerto Rico v Mayagüez v Portoriku. Teleskop obíhal kruhovou oběžnou dráhu s apogeem přibližně 770 km a dobou oběhu kolem 100 minut a sklonem dráhy 25°. Kontakt s pozemním střediskem tak byl možný pouze po dobu 10 minut během šesti až sedmi oběhů a poté nebylo možné spojení navázat dalších sedm až osm oběhů. Většinu doby tedy nebylo možno přímé řízení a příkazy tak musely být nahrány během „komunikačního okna“ a teleskop pak sám prováděl zaměření sledovaných objektů, vystředění objektů v zorném poli, seřizování spektrografu a další činnosti. Nashromážděná data byla uchovávána v digitální podobě poté odesílána pozemní stanici.

### Výsledky
Teleskop byl aktivní přes osm let, ale analýza jím nashromážděných dat bude trvat další roky. Mezi nejvýznamnější objevy teleskopu FUSE patří:
- Detekce molekulárního dusíku v mezihvězdném prostoru.
- Poblíž hvězdy Eta Carinae objevil druhou hvězdu.[1]
- Podle množství molekulárního vodíku odhalil, že se z Marsu vypařilo množství vody dostatečné k naplnění celoplanetárního oceánu o hloubce asi 30 metrů.[2]
- Objevení disku úlomků, velmi bohatých na uhlík, obíhající kolem mladé hvězdy Beta Pictoris. To může znamenat formování exotického planetárního systému plného grafitu a metanu, nebo se může jednat o neočekávaný jev, který se odehrál i během formování naší sluneční soustavy.[3][4]
- Hlavním úkolem teleskopu bylo sledování koncentrace deuteria. Tento cíl byl splněn a jeho koncentrace v mléčné dráze byla stanovena na 23 částic na milion. Tato pozorování byla důležitá z důvodu stanovení chemického vývoje vesmíru, kdy deuterium vzniklo při velkém třesku a postupně zanikalo při jaderné fúzi uvnitř hvězd. Zjištění teleskopu FUSE byla podpořena i pozdější misí WMAP která zkoumala reliktní záření. Z měření tedy vyplývá, že ve hvězdách bylo spáleno mnohem méně deuteria, asi jen 15% původního množství.[5]
- FUSE detekoval vysoce ionizované atomy kyslíku v mezigalaktickém mediu. Dokázal tak, že přibližně 10 procent hmoty vesmíru se vyskytuje ve formě plazmatu o teplotě milionu stupňů plovoucí v mezigalaktickém prostoru.